# 清浄華院
清浄華院（しょうじょうけいん）は、京都市上京区にある浄土宗の大本山の寺院。呼称は院号のみで、山号・寺号はない。本尊は法然上人御影。浄土宗七大本山の一つであり、同宗の京都四ヶ本山（他に知恩院、百万遍知恩寺、金戒光明寺）の一つである。寺伝によれば平安時代に清和天皇の勅願により円仁が開基したとされる。法然上人二十五霊場第23番札所。2021年（令和3年）5月26日時点での法主は飯田実雄。

## 歴史

### 創建
『清浄華院誌要』によれば、貞観2年（860年）、円仁（慈覚大師）が清和天皇の勅願により宮中に建立した仏殿・禁裏内道場として発足し、当初は円（法華経）密（密教）浄（浄土教）戒（戒律）の四宗兼学の寺院であったという。後白河天皇・後鳥羽天皇・高倉天皇の三天皇に授戒した浄土宗祖・法然がその功績により当院を下賜され、以後浄土宗寺院となったと伝える。このため円仁を開創開山、法然を改宗開山として仰いでいる。ただし、宮中における創建については『日本三代実録』『日本紀略』になく、法然が当院を下賜された旨も法然伝にはみえない。
皇室の帰依篤く当初より現在まで御所の近くに有り続けたため、都以外に伽藍を構えたことがないことから「山号がない」とされている。
清浄華院の存在が史料によって裏付けられるのは鎌倉時代以降であり、鎌倉時代末期の向阿証賢（是心とも、1265年 - 1336年）が事実上の開基である。向阿は乾元2年（1302年）兄弟子・専空より三条坊門高倉（現・中京区御池高倉御所八幡付近）の専修院（専修念仏院）を伽藍や本尊ごと譲り受け、のちに「浄華院」と改称したことが同年3月15日付けの文書から確認できる。近世以前の史料中では「浄華院」あるいは「浄花院」と記述されることが多く、これが本来の院名だったと推定される。
少なくとも元弘3年（1333年）頃には浄華院という名称を用いるようになっているが、この浄華院が寺伝通り法然が賜った禁裏内道場の後身であるのか、向阿が自身が創建したものなのかは議論が分かれている。
向阿は初め園城寺（三井寺）にて出家したが名声を厭い礼阿然空の下で浄土門に帰し、仮名法語『三部仮名抄』を著すなどして布教に励み、師の然空とともに鎮西派の京都再定着に大いに貢献した人物である。亀山天皇皇子・恒明親王や三条実重など貴顕の帰依を集めた向阿の活躍により、清浄華院は丹波国や越前国西谷庄などの所領を持っていたことが分かっている。また伽藍も京都の中心地に構えられていることから、当時よりそれなりの勢力をもつ寺院であったことがうかがえる。

### 室町時代
その後、清浄華院は14世紀中頃の玄心の時に土御門室町（現・京都市上京区元浄花院町付近）に移転する。この移転は三条坊門殿に住んでいた足利直義が、暦応2年（1338年）に持仏堂的な寺院として等持院を建立、邸宅に隣接していた清浄華院の敷地を接収したためと考えられている。ただし、等持院は暦応4年（1341年）に足利尊氏が後醍醐天皇の供養のため創建したとの説もあり、また清浄華院の敷地が接収されたのは等持院の鎮守御所八幡宮創建時であった、室町移転前に二条萬里小路へ一度移転したなど諸説あるが、少なくとも観応2年（1351年）には土御門室町の地に移転を果たしていたことが分かっている。移転先は昭慶門院が世良親王に譲った御所、土御門殿跡と伝えられている。『増鏡』に昭慶門院の「土御門室町にありし院」が「この頃は寺に成りて」という記事が見え、この「寺」は浄華院のことを指すと考えられている。
いずれにしろ清浄華院は室町時代を通して京のメインストリートであった室町通に面して境内を営み、土御門東洞院殿や室町第に程近い政治と文化の中心地に伽藍を構えた。土御門通(現上長者町通)は平安京の一条大路にあたり、清浄華院の門流は以後鎮西一条流と称された。(これ以前は三条坊門高倉という立地から三条流と称したともされる。)
応安元年（1368年）には八世・敬法の弟子の良如が越前敦賀の西福寺を建立しており門末寺院を擁する一山組織を形成していたことがうかがえる。また天台僧であった隆尭は向阿の著作に感銘を受け一条派に帰し、応永20年（1413年）に近江金勝阿弥陀寺を建立、一条派の僧として執筆活動を盛んにおこなっており、京都のみならず地方にも教線を伸ばした。
京都での立地も幸いして室町時代には皇室や公家はもちろん、幕府や武家の帰依を受けるようになり、特に称光天皇と足利義教より篤い帰依を受けた佛立恵照国師等熈は鎮西派浄土宗初の香衣と国師号の勅許を得ている。これは等熈の称光天皇の臨終善知識を務めた功績と、清浄華院が伝える円頓戒脈と鎮西派法脈が正統として評価されたことによる。さらに等熈は義教の将軍就任以前からの知己であったことにも由来すると考えられている。
このあたりの事情は檀越の一人で等熈と親しい関係にあった万里小路時房による『建内記』に詳しい。時房は等熈の師である第九世・定玄の甥として扶養を受けたといい、檀越として殊の外清浄華院の興隆に尽力した。当時の有力檀越としては幕府政所執事の伊勢家や、正親町三条家、日野家、山科家、甘露寺家などが知られる。
近年の研究では、泉涌寺を拠点として活躍した律僧無人如導は、四世礼阿然空の弟子・良智より鎮西一条流を相承、布教し、その信徒は彼の号を採って「見蓮上人門徒」と呼ばれた。入宋求法により俊芿が伝えた泉涌寺の北京律は当時最先端の仏教として持て囃され、そこにさらに鎮西儀の念仏を併修する「見蓮上人門徒」は、当時の貴顕の信仰を集め見を通字とする見号を名乗るものが多かった。その最新とされた律の教えが当時の浄土宗の弱点であった威儀戒律を補うものとなり、見蓮上人門徒が媒介する泉涌寺との交流が清浄華院の興隆の一助となったとする説がある。
等熈の活躍によりこの頃の清浄華院は隆盛の絶頂を迎えており、「鎮西一流之正脈（『建内記』）」の本山とも称された。当時の公家の日記や諸史料には、まさに浄土宗鎮西派の筆頭寺院として振る舞う清浄華院の様子が記されている。
室町時代の浄土宗は幕府が帰依した禅宗等に比べれば小さな勢力であり、教団としても他宗に寄寓している「寓宗」として見なされていた。法然門下教団内では当時西山派に連なっていた廬山寺や二尊院が天台宗の影響下で貴顕の帰依を得て勢力を持っていたものの、鎮西派として朝廷や幕府による庇護を受けて本山の格式を有した寺院は清浄華院の他にはなかったのである。蓮如の親族なども清浄華院の門末寺院で僧侶となっていたことが知られており、法然門下教団の有力寺院として活動していたことがわかる。
しかし、応仁の乱が勃発すると緒戦にて室町第攻防のため戦火に包まれ度重なる戦闘により荒廃し、以後長享元年（1487年）まで伽藍を再建出来なかった。しかしこの頃はいまだ他山の香衣参内や将軍拝賀には当院の仲介と同道が必要とされていたし、また16世紀に遡る洛中洛外図（歴博甲本・上杉本・東博模本）にも当院の伽藍が描かれており、一定の権威と寺勢を保っていたことがうかがえる。
しかし戦国時代の混乱の中で朝廷や幕府の権威が失墜し、織豊政権、徳川幕府と政権が移り変わっていくにつれて、かつての繁栄は失われていくことになる。天正年間（1573年 - 1592年）に豊臣秀吉の京都都市計画により現在地へ移転。この頃清浄華院は末寺統制に苦慮し、特に清浄華院にて活躍後に金戒光明寺（新黒谷）へ転住した道残の離反の影響は大きく、この時期に寺勢は著しく衰えたとされる。そんな清浄華院の衰微とは対照的に、鎮西派内では「寓宗」から抜け出さんがため伝法形式を革新した関東系の白旗派や名越派が京都へ進出し始め、また京都でも百万遍知恩寺や知恩院が本山としての寺勢を整えていくこととなった。

### 江戸時代
江戸時代に入って以後も大本山としての権威は保たれることになったものの、幕府の朝廷統制が厳しくなる中で皇室との公的な関係は次第に断たれていくこととなり、戦国時代の満蓮社三休上人以来許されてきた紫衣勅許も、江戸幕府の帰依を得て総本山となった知恩院の仲介が必要となり、勅命により晋山してきた住持職も台命勅許（幕府が命じ朝廷が許す）という形を取るようになっていった。宗内でも総録所・増上寺の統括の下で鎮西派教団の組織化が図られた結果、「引込紫衣地」と呼ばれる檀林などの修学(出世)階梯から外れた権威的な寺院として位置付けられることになった。
しかしながら皇子・皇女の墓が数多く営まれるなど皇室との関係は続き、皇室帰依の寺院として権威を保ち続けた。これは天皇の皇子が早逝すると母方の実家の菩提寺に葬られる習慣があったためで、当院の檀家には公家が多く、檀家出身の娘達が産んだ皇子たちの墓がここに営まれたことによる。天皇の母となった檀家の敬法門院や開明門院の墓も当院の境内に営まれている。敬法門院の子・京極宮文仁親王は常磐井宮を相続して京極宮を名乗り、以後清浄華院は京極宮家（桂宮）とは親しい関係を持った。
当院と師檀関係を持った公家には、万里小路家、山科家、東園家、姉小路家、甘露寺家、松木（中御門）家、嵯峨（正親町三条）家、堤家、山本家、下冷泉家、六角家、坊城家、錦織家、玉松家等がある。立入家など地下家や宮家の諸大夫、家司、地下役人の檀家も多かった。
伽藍は寛文年間（1661年 - 1673年）の火災や、宝永の大火、天明の大火などで焼失・類焼しているが、その都度御所の用材を下げ渡される形を取って再建されている。そのため斗栱などほとんど用いない御所の格式と同様の建築物を誇った。
宝永5年（1708年)に境内の東にあった御土居薮が江戸幕府から下げ与えられ、後に切り開かれて墓地とされた。
また御所に近いことからしばしば上洛する幕府要人や大名の宿所となり、享保年間（1716年 - 1736年）には徳川吉宗に献上されるためベトナムから渡来したゾウ（従四位広南白象）の宿所にもなっている。将軍上洛警護や治安維持のために諸藩の藩士が多数上洛した幕末には、御所警備を担当した肥後国熊本藩や阿波国徳島藩、薩摩藩、会津藩などの藩士の宿所となった。特に会津藩は藩主松平容保が半年ほど逗留した。
明治時代に入ると明治初年まで戊辰戦争の薩摩藩の陣所の一つになった他、廃仏毀釈や浄土宗内の混乱、そして失火で伽藍を焼失するなど災難が続いたが、1911年（明治44年）の法然上人七百年大遠忌には伽藍を再興、現在に至っている。
82代法主の真野龍海が2018年（平成30年）末に2期8年の任期満了を迎えた際、次の法主を巡って清浄華院と浄土宗が対立。結局、法主は空位の状態になり、これを不服とした清浄華院が一時宗派離脱の動き見せたが周囲の説得を受けて撤回、しかし宗派側が寺側関係者を宗内の懲戒機関の審判にかけ、懲戒審議中のため法主選任の会議「浄土宗門主・法主推戴委員会」を開かないとするなど混迷を深めた。続投の意志を表明していた真野は2019年（令和元年）9月9日に97歳で遷化（死去）。2年以上の法主空位期間を経て、2021年4月に双方で覚書が取り交わされ、同年5月26日の浄土宗門主法主推戴委員会が開催され飯田実雄(長野県駒ケ根市安楽寺住職)が全会一致で選任された。

## 寺紋
皇室帰依の由緒により、皇室の紋章・菊花紋を許されてきたが、明治以降は皇室の権威に遠慮して菊花に葉をかけた「葉菊紋」を寺紋としている。
現在も皇室由緒寺院として天皇皇族の京都御所還幸啓の際には当院法主も御所へ御出迎えに出るのが慣例となっている。

## 境内

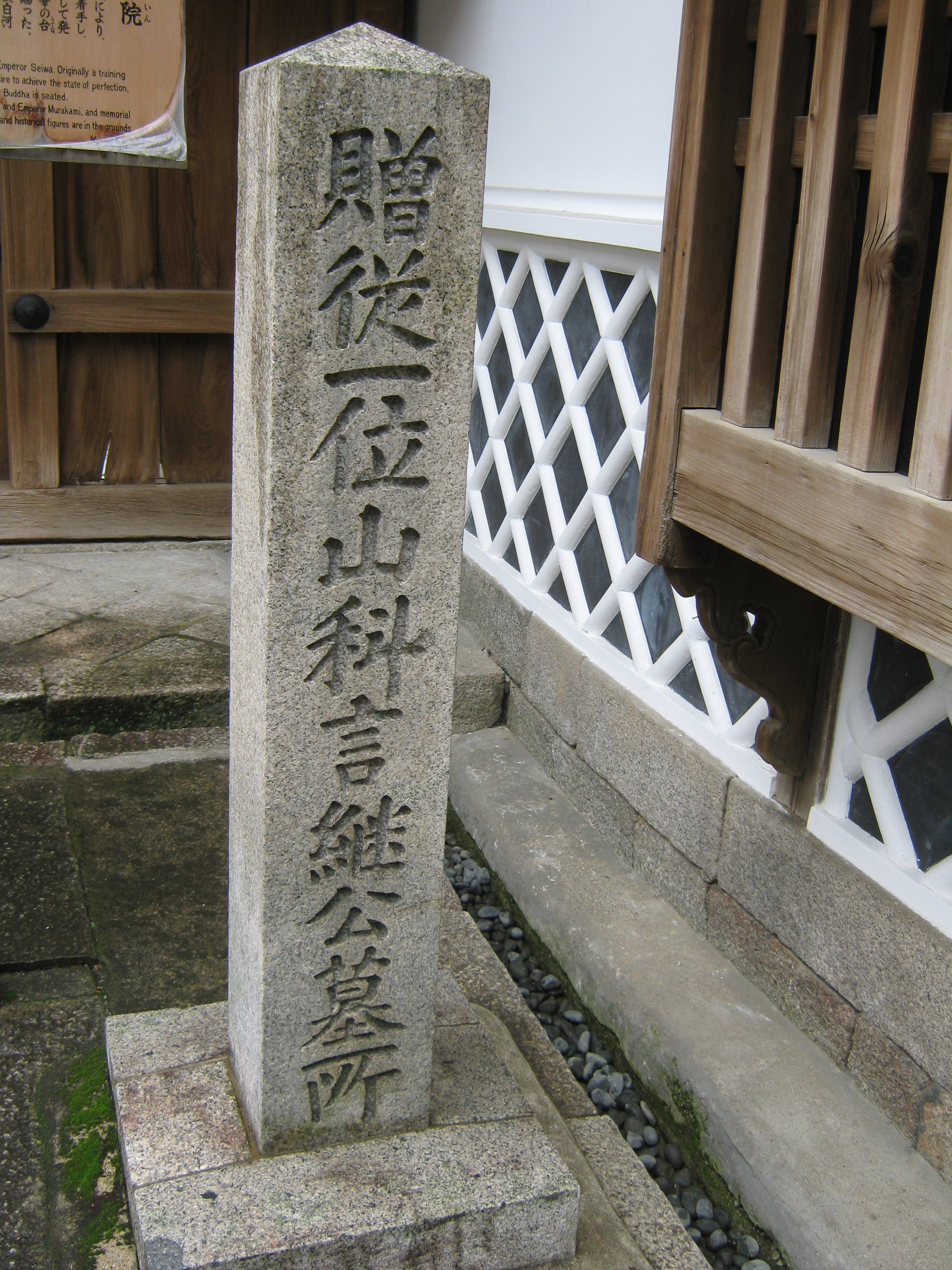
山科言継墓所、京都市上京区清浄華院

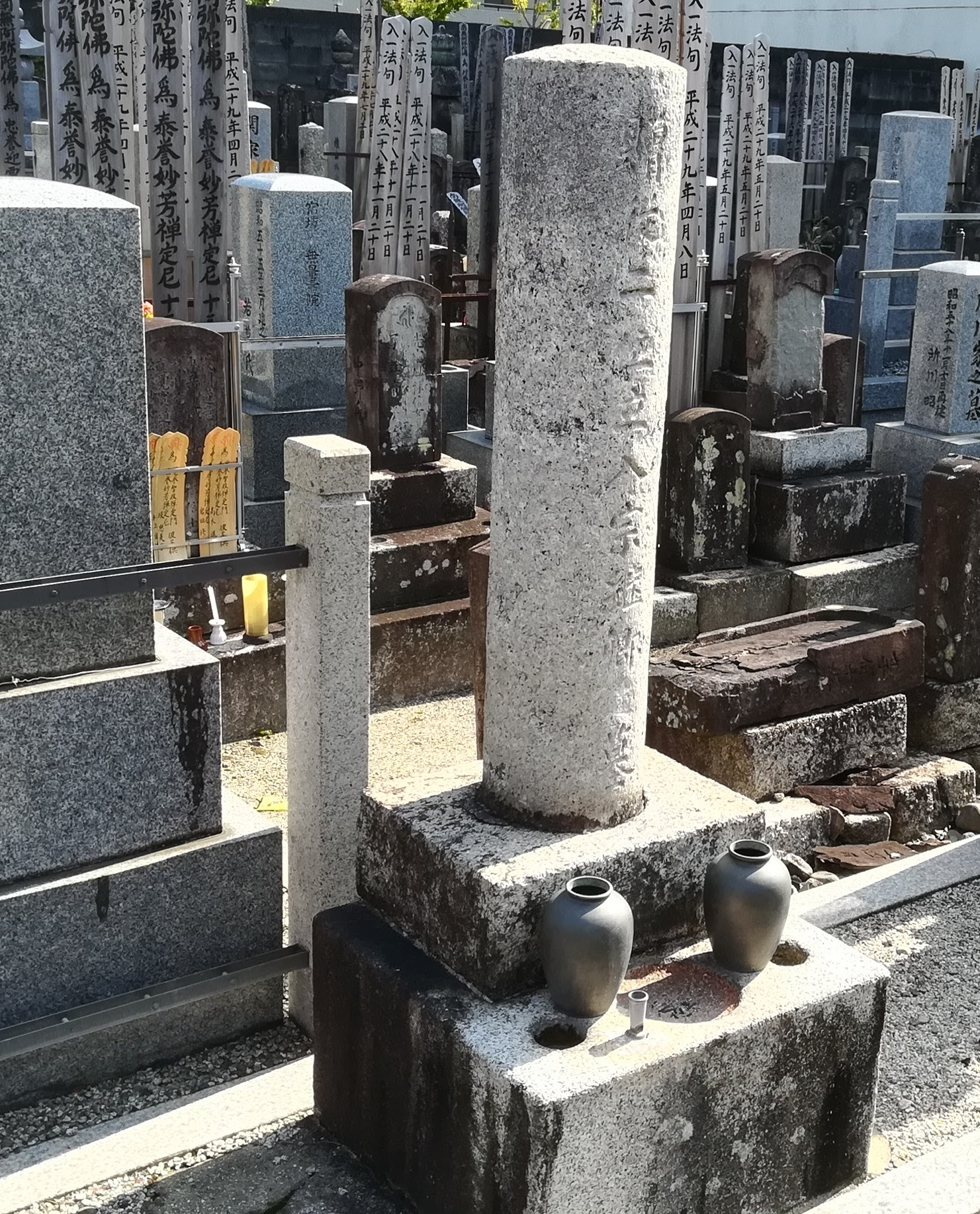
清浄華院：立入宗継墓石（本来の墓石は立入家無縁墓地内）

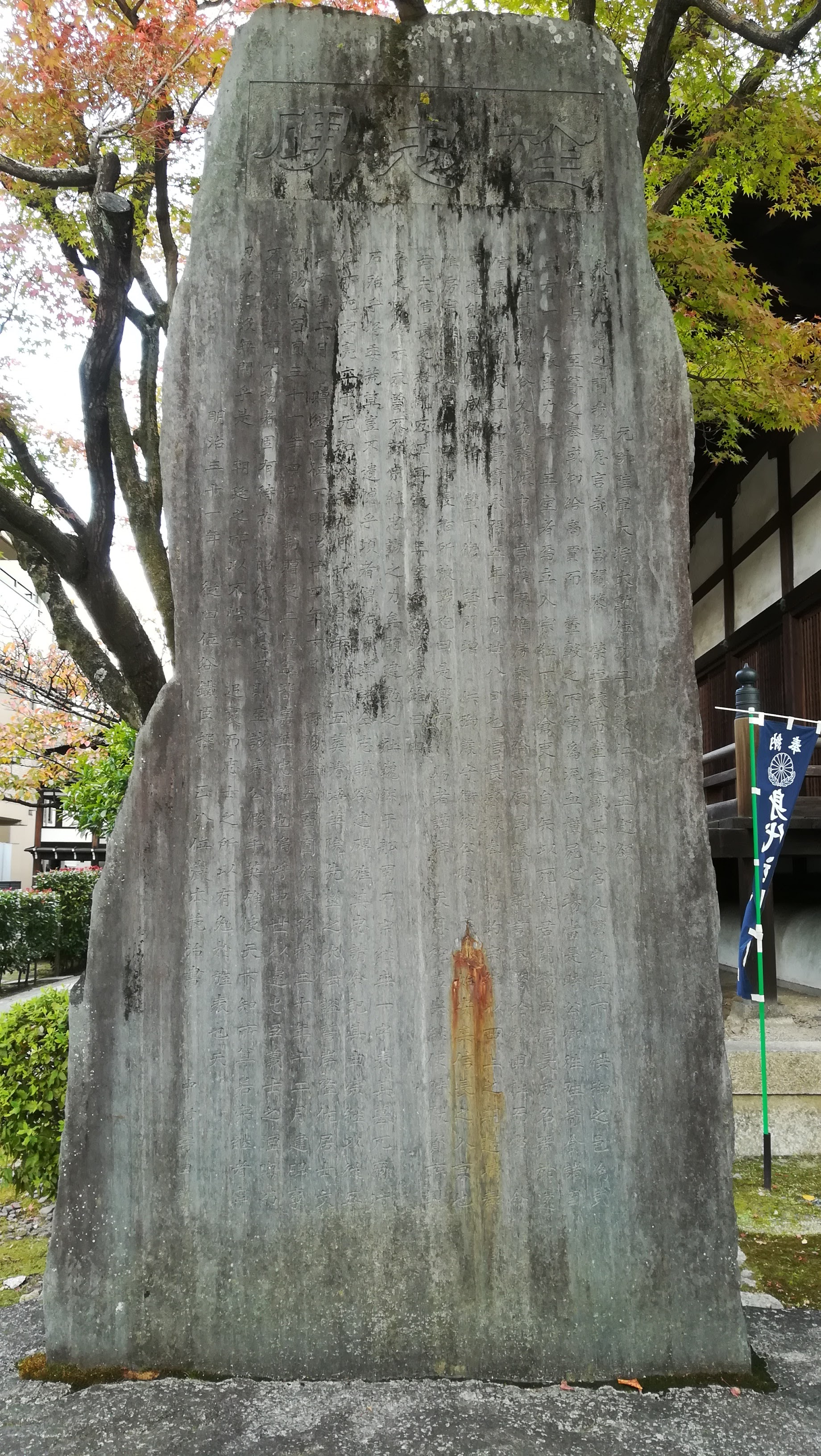
清浄華院：立入宗継旌忠碑

- 御影堂（みえいどう） - 大殿（だいでん）とも呼ばれる。本堂。本尊は法然上人の御影（肖像）。寺伝では法然が後白河法皇より禁裏内道場を賜ったのは42歳の時であったとされ、その頃の姿であるとされる。脇壇にはゆかりの皇族の位牌を安置する尊牌壇があり、外縁西側には勅使門から続く皇族用の玄関が設けられているのが特徴。現在の建物は1911年（明治44年）の法然上人七百年大遠忌に落成したもの。これまでは西向きに建てられていたが、この際に南向きに変更された。
- 納骨堂 - 1934年（昭和9年）建立。3,000体に達した納骨を元に造立された骨仏を安置している。
- 是心堂 - 寺務所と信徒会館を兼ね、仏間には勢至菩薩像と向阿是心と礼阿然空の肖像を安置する。名称は当院繁栄の礎を築いた鎌倉時代の僧、向阿の道号よりとられた。法然上人八百年大遠忌を記念し、2011年（平成23年）完成。
- 法然上人御骨塔 - 2018年（平成30年）に境内にあった石塔から再発見された「法然上人御骨」を納める。御骨は同梱されていた書付などから元禄頃に石塔に納められたとみられ、令和元年に骨納器を新調し再整備された。
- 山王大権現社 - 鎮守社。慈覚大師勧請と伝える。近代になって伊勢両宮と御霊社(上御霊神社)を鎮守として祭祀していたが、2011年（平成23年）に古式に復し、日吉大社より分霊を迎えた。
- 浄華稲荷社 - 鎮守社。昭和初期に廃絶していたが、2017年（平成29年）3月に再び勧請された。
- 天明大火焼亡横死者供養塔 - 天明の大火の犠牲者を供養する五輪塔。傍らには趣旨を記した石碑も建つ。元治大火の際もこの前で供養法要が行われた。
- 智満姫供養塔 - 天璋院篤姫の曾祖母に当たる春光院の供養塔。春光院が当院檀家の堤家出身のため島津氏によって建立されたと伝える。
- 大方丈 - 旧阿弥陀堂の本尊・木造阿弥陀三尊像を安置する。中尊の阿弥陀如来坐像は恵心僧都源信の作だとされる。洛陽四十八願所阿弥陀巡拝の札所本尊にもなっていた。
- 庭園「光明遍照の庭」
- 小方丈
- 茶室「清華亭」 - 1934年（昭和9年）築。
- 阿弥陀堂 - 旧塔頭・松林院の本堂。現在の建物は大正天皇御大典式典にて二条城に設けられた接待所である饗応所（大廊下）の下賜を受けて建てられたものである。松林院は中世より続く由緒ある塔頭で、法然ゆかりの白川禅房松林坊を移したとする。公家の檀家が多く江戸時代は山内塔頭のなかでも格別の扱いをうけた。幕末、松平容保が逗留したのも松林院であった。現在松林院の旧境内地には浄山学寮が建てられており、阿弥陀堂も法務実習に使用されている。本尊は旧松林院の本尊がそのまま安置されている。
- 塔頭 - 大殿裏手に無量寿院、龍泉院、良樹院の3箇寺が現存する。近世まで寿徳院、栄寿院、高雲院、戒光院、常行院などがあったがそれぞれ廃統合、移転された。
- 鐘楼堂 - 2010年（平成22年）再建。梵鐘は慶長15年（1610年）鋳造の近衛殿北政所心光院による寄進。
- 東門 - 東門には延宝4年（1676年）の棟札が打ち付けられており、境内現存最古の建物である。河原町通側にある裏門。
- 御廟 - 法然上人の分骨を納めた石塔を安置する。上記の法然上人御骨塔の遺骨とはまた別のものである。京都四箇本山にはそれぞれ法然上人の御廟が建立されている。
- 介護老人福祉施設 つきかげ苑 - 2004年（平成16年）完成。
- 勅使門 - 1934年（昭和9年）再建。勅使来山や皇族参詣のための門で、通常は閉められている。江戸時代には晋山式に紫衣被着と晋山の勅許を奉戴した勅使が来山し、この門をくぐった。現在は晋山式の際のみ開けられている。
- 佛教大学 浄山学寮 - 佛教大学の別科（仏教専修科）と通信学部生用の全寮制の修行道場。2年制（男女共学）。
- 地蔵堂 - 2011年（平成23年）に総門南脇殿を転用して再建された。染殿地蔵尊を祀る。
- 不動堂 - 清浄華院には中世以来、園城寺ゆかりの重要文化財『泣不動縁起絵巻』に登場する泣不動像と伝える絵画が伝来しており、浄土宗寺院では珍しく不動信仰が盛んである。江戸時代中期には江戸へ出開帳へ出るなど信仰が隆盛し境内に不動堂が建立された。現在の建物は2010年（平成22年）に総門北脇殿を転用して再建されたもの。泣不動像本体は絵画であるため、堂内には木造半丈六の不動明王坐像が安置されている。
- 総門（表門、高麗門） - 寛政年間（1789年 - 1801年）もしくは明治時代の再建。寺町通側にある表門。
- 法成寺推定地出土礎石 - 2021年末に近隣（京都市上京区東桜町25－3）のマンション建設工事現場より石造胎蔵大日如来像とくぼみ状の穴があけられた石材（有孔石）とともに出土した。石仏と一緒に出土したことから工事関係者が供養を依頼し、清浄華院に持ち込まれた。発掘調査による出土ではなく断定はできないが、現場は藤原道長が晩年に建立した法成寺跡の推定境内地に含まれ、柱座径90センチメートルという巨大さから法成寺の礎石であると推定されている。法成寺金堂落成1000年を迎える2022年、大方丈前に庭園状に整備され、展示されている。

## 冷雲院墓外二十八墓
二十八墓という名称だが実際には二十九墓ある。
- 築地塀の内にあるもの - 天皇、皇族の陵墓群。皇室財産として宮内庁の管理下にある。
  - 東山天皇母・敬法門院の墓 - 霊元天皇の典侍。現在の皇室（皇子・東山天皇の子孫）と旧皇族（皇女・福子内親王の子孫）の女系も含めた最も近い共通祖先。宮内庁の管轄。
  - 桃園天皇母・開明門院の墓 - 宮内庁の管轄。
  - 光格天皇皇女娍宮
  - 光格天皇皇女勝宮
  - 仁孝天皇皇女成宮
  - 仁孝天皇皇女三宮
  - 仁孝天皇皇女総宮
  - 仁孝天皇皇女経宮
  - 仁孝天皇皇女恭宮
  - 孝明天皇皇女妙香華院
  - 孝明天皇皇女理宮
- 築地塀の外にあるもの - 宮内庁の管理下。墓地の各所にあり菊紋付の柵に囲まれている。
  - 後陽成天皇皇子冷雲院
  - 後陽成天皇皇女空華院
  - 後水尾天皇皇女月桂院　
  - 後水尾天皇皇子蕙（恵）宮
  - 後水尾天皇皇女秋光院
  - 後水尾天皇皇子梅窓院
  - 後水尾天皇皇女凉雲院
  - 後西天皇皇子槿栄院
  - 霊元天皇皇女綱宮
  - 霊元天皇皇子台嶺院
  - 霊元天皇皇女梅宮
  - 霊元天皇皇女勝子内親王
  - 霊元天皇皇子清宮
  - 霊元天皇皇子徳宮
  - 霊元天皇皇子峯宮
  - 霊元天皇皇女止宮
  - 東山天皇皇子二宮
  - 東山天皇皇子若宮
- 築地塀の外にあるもの - 近代になって治定外となった。墓地北側にある。
  - 霊元天皇皇子性源院
  - 霊元天皇皇女憲子内親王 (近衛家熈室)

## 墓地
- 万里小路時房の墓
- 姉小路公知の墓
- 玉松操の墓
- 山科言継の墓
- 蜂須賀宗英の墓 - 阿波国徳島藩第7代藩主。宗英は藩主就任以前に京都で生活していた際に蒔絵師の娘との間に一女（友姫）をもうけ、清浄華院の檀家で公家の東園家へ嫁がせた。しかし友姫は宗英藩主就任以前に没し、宗英はその供養のために彼女が葬られた清浄華院に帰依を寄せるようになった。宗英は藩主引退後江戸で没したが、遺体は当院に葬られることとなった。歴代徳島藩主で徳島以外に墓があるのは宗英だけで、徳島藩はその後当院と密接な関係を持った。
- 立入宗継の墓 - 応仁の乱による荒廃した京都の復興のため織田信長に上京を促し皇室の威儀を回復させた人物であり、皇室からの恩典によって清浄華院内に立入宗継旌忠碑が建てられている。また時代祭において織田信長の「織田公上洛列」の先頭で馬に乗り登場する。立入家は奉行衆松田一族の子孫であると伝わる[8][9]。
- 源光院の墓 - 織田信長の娘。当院檀家の万里小路充房に嫁ぎ長男・万里小路孝房を設けたが慶長5年（1600年）10月8日に没し、当院に葬られた。
- 町田秋波の墓

## 年中行事
- 1月1日　修正会（歳末回向・除夜の鐘に続き）
- 1月7日　新年互礼式
- 1月25日　法然上人御忌祥当会
- 2月3日　涅槃会・浄焚式
- 3月下旬　春季彼岸会
- 4月8日　釈尊降誕会(花祭り)・宗祖降誕会
- 4月21日～23日　法然上人御忌大会
- 8月16日　盆施餓鬼・献灯回向法要
- 9月下旬　秋季彼岸会
- 9月下旬　24時間不断念仏会
- 11月　十夜会
- 12月8日　成道会
- 12月31日　歳末回向・除夜の鐘
- 毎月28日　泣不動法要(不動堂)　15時～

## 歴代法主
()内は何代目かを記す
- 法然房源空(1)→聖光房弁長(2)→然阿良忠(3)→礼阿然空(4)→向阿是心(5)→玄心(6)→証法玄教(7)→敬法(8)→僧然定玄(9)→等凞(10)→僧尋良秀(11)→良尊(12)→聖深阿縁(13)→玄秀(14)→等胖(15)→僧海等珍(16)→僧禿良玉(17)→皎月等皟(18)→如月良真(19)→暉玉玄照(20)→玄珍瑞鳳(21)→善誉秀馨(22)→満誉良周(23)→淳誉良元(24)→戒誉等俊(25)→願誉寿光(26)→風誉荀才(27)→閑誉三休(28)→全誉大拙(29)→麟誉亮叡(30)→竜誉良休(31)→道残源立(32)→縁誉休岸(33)→恭誉良安(34)→賢誉良久(35)→良光牛越(36)→善誉良随(37)→性誉良覚(38)→原誉良道(39)→信誉良阿(40)→法誉良聖(41)→永誉良存(42)→単誉良故(43)→高誉義天(44)→天誉雲竜(45)→超誉恢竜(46)→章誉了秀(47)→竜誉哲冏(48)→厳誉秋白(49)→浄誉顕照(50)→誓誉貞俊(51)→商誉良義(52)→法誉碩巌(53)→蓮誉知覚(54)→仰誉聖道(55)→忍誉知音(56)→契誉貞道(57)→昭誉徳定(58)→観誉竜応(59)→沢誉舜了(60)→延誉賢従(61)→元誉貞也(62)→徴誉祥真(63)→安誉貫務(64)→斉誉大周(65)→民誉良祐(66)→厚誉了寛(67)→念誉弁承(68)→仏誉賢融(69)→念誉仏定(70)→暢誉法音(71)→願誉智海(72)→浄誉鏡心(73)→性誉真哉(74)→椎尾弁匡(性誉)(75)→石橋誡道(教誉)(76)→長谷川善務(高誉)(77)→高畠寛我(明誉)(78)→江藤澄賢(善誉)(79)→大田秀三(昭誉)(80)→伊藤唯真(願誉)(81)→真野龍海(宣誉)(82)→飯田実雄(善誉) [10](83)

## 逸話
- 記録上発の花火の興行 - 室町時代の公家万里小路時房の日記『建内記（建聖院内府記）』の1447年（文安2年）3月21日条に、浄華院における法事の後に境内にて「唐人」が花火と考えられる「風流事」を行ったという記事が見えている。この記事が火薬を使った花火の最古の記事と見られる。
- 物集女宗入像 - 現向日市物集女町にあった物集女城最後の城主、物集女宗入の像を所蔵する。宗入は南山城の有力な国人領主であったが、天正3年(1575)年に細川藤孝によって謀殺された。その報告を受けた織田信長は藤孝に対し賛辞を述べており、信長も「曲者」と認識する人物であった。像は物集女にあった宗入建立の聖聚院という寺院に開基像として安置されていたもの。聖聚院は江戸時代中頃に清浄華院の隠居所として岡崎(左京区)に移転し、明治に廃寺になった際に若干の古文書とともに本像も本寺である清浄華院に納められた。
- 御土居跡 - 境内東にある墓地の東端に御土居があった。宝永年間に下げ渡され墓地となった。
- ゾウの宿舎 - 1729年（享保14年）4月28日、徳川吉宗の意向によって輸入されたゾウが御所に参内、中御門天皇に拝謁した。この時ゾウの宿舎となったのが当院であった。境内の広場中央にゾウ小屋が設けられ、周囲には桟敷や竹矢来が組まれ民衆が見物したという。
- 畳供養 - 当院の大殿は、通常板敷である内陣が畳敷きとなっている。これは江戸時代に大殿が御所の建物の下賜を受けて再建されるのを例としていたため、居住空間であった名残であると考えられている。こうしたこともあり畳と縁深く、全国畳産業振興会より畳供養の法要を依願され、2013年（平成25年）より毎年春に勤められている。また宗内では比較的珍しく内外陣の境に段差があるのも、貴人の住居であった名残り、あるいは皇族参拝のために格式を設けたものという。
- 2019年7月18日に京都アニメーション放火殺人事件が発生すると、清浄華院では7月25日の初七日から9月5日の四十九日まで、7日ごとの法要を営んだ[11][12]。また、8月18日の初月忌以来、2020年1月現在でも、毎月18日に法要を営んでいる[13]。

## 文化財

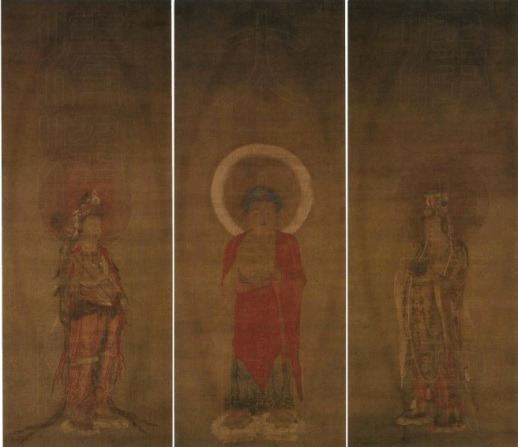
絹本著色阿弥陀三尊像（普悦筆） 南宋時代

### 国宝
- 絹本著色阿弥陀三尊像 - 普悦筆。南宋時代。3幅。

### 重要文化財
- 紙本著色泣不動縁起絵巻（重文本） - 伝・宅間法眼筆。室町時代。

### その他
- 紙本著色泣不動縁起絵巻（永納本） - 狩野永納が後水尾天皇の依頼により重文本を模写したもの。江戸時代。
- 絹本著色渡宋天神図 - 南宋時代。
- 木造不動明王立像（波除不動） - 平安時代。
- 絹本著色釈迦三尊像 - 南北朝時代。
- 絹本著色浄土五祖像 - 室町時代。
- 絹本著色釈迦涅槃図 - 海北友賢筆。江戸時代。

## 前後の札所
法然上人二十五霊跡
22 百万遍知恩寺　-　23 清浄華院　-　24 金戒光明寺